# Ignacio Criado
J. IGNACIO CRIADO (Madrid, 27 de abril de 1977) es un politólogo español, profesor en el Departamento de Ciencia Política y Relaciones Internacionales, y director del Lab Innovación, Tecnología y Gestión Pública, de la Universidad Autónoma de Madrid. Investigador asociado en el Center for Technology in Government, State University of New York (SUNY at Albany). Doctor europeo con premio extraordinario de doctorado por el Instituto Ortega y Gasset y la Universidad Complutense de Madrid y premio a la mejor tesis doctoral de Ciencia Política de la Asociación Española de Ciencia Política y de la Administración (2009-2010). Premio Julián Marías de la Comunidad de Madrid al mejor investigador de menos de 40 años en Humanidades y Ciencias Sociales (2016) por sus contribuciones al estudio de las organizaciones públicas y las tecnologías y las tecnologías de la información y la comunicación.

## Trayectoria
Durante su trayectoria académica ha sido investigador y profesor visitante en diferentes instituciones académicas en Australia, China, Estados Unidos, Holanda, México o Reino Unido y el primer español visiting fellow en el Oxford Internet Institute, University of Oxford (2007). Ha centrado su actividad investigadora en el impacto de las tecnologías de la información y comunicación (sistemas web, redes sociales digitales o inteligencia artificial) sobre diferentes dimensiones de la política, sobre todo, organizaciones públicas, incluyendo áreas como transparencia, participación ciudadana, colaboración, percepción y calidad de servicios, así como modernización e innovación en gobiernos y administraciones públicas. En sus trabajos también ha contribuido a la teoría organizativa y los sistemas administrativos comparados. Sus proyectos de investigación han sido financiados en convocatorias competitivas, entre otros organismos públicos y privados, por el Ministerio de Ciencia e Innovación, la Comunidad de Madrid o la Fundación BBVA - Becas Leonardo. 
Fue cofundador de una spin-off universitaria (NovaGob, la red social de la administración pública), empresa de base en conocimiento de la Universidad Autónoma de Madrid. Asimismo, ha colaborado con el Independent Reporting Mechanism de la Open Government Partnership, el Centro Latinoamericano de Administración para el Desarrollo (CLAD) en la elaboración del Marco Iberoamericano de Interoperabilidad y la Carta Iberoamericana de Inteligencia Artificial en la Administración Pública y la Comisión Europea como evaluador de los eGovernment Awards. Dentro de la Universidad Autónoma de Madrid ha servido como Delegado del Rector para Datos, Innovación y Universidad Abierta, vicedecano de investigación e innovación, en la Facultad de Derecho y secretario académico en el Departamento de Ciencia Política y Relaciones Internacionales. Ha formado parte del comité ejecutivo de la Digital Government Society y del Foro de Gobierno Abierto del Gobierno de España. Aparece entre el 10% de los científicos españoles más citados del ranking publicado por el CSIC.

## Libros [autor o (co)editor]
- Gobierno abierto, innovación pública y colaboración ciudadana. Instituto Nacional de Administración Pública. 2022 (ed.).[20]

- Inteligencia Artificial y Ética en la Gestión Pública. Centro Latinoamericano de Administración para el Desarrollo (CLAD). 2021 (ed.).[21]

- Gobierno Abierto en Iberoamérica. Estudios de Caso en Gobiernos Subnacionales. Tirant lo Blanch. 2021. (ed.).[22]

- Tecnologías de Información y Comunicación en la Administración Pública. Conceptos, Enfoques, Aplicaciones y Resultados. INFOTEC. 2017 (ed.).[23]

- Nuevas Tendencias en la Gestión Pública. Instituto Nacional de Administración Pública. 2016 (ed.).[24]

- Casos de Éxito en Redes Sociales Digitales de las Administraciones Públicas. Escola d’Administración Pública de Catalunya. 2015 (ed.).[25]

- Las Redes Sociales Digitales en la Gestión y las Políticas Públicas. Escola d’Administración Pública de Catalunya. 2013 (ed.).[26]

- Entre Sueños Utópicos y Visiones Pesimistas. Las TIC en la Modernización de las Administraciones Públicas. Instituto Nacional de Administración Pública, 2009.[27]

- Construyendo la Administración Electrónica Local. EuroGestión Pública. 2004.[28]

- La Necesidad de Teorías sobre Gobierno Electrónico. Centro Latinoamericano de Administración para el Desarrollo (CLAD). 2002.[29]